# 池田町立池田中学校 (岐阜県)

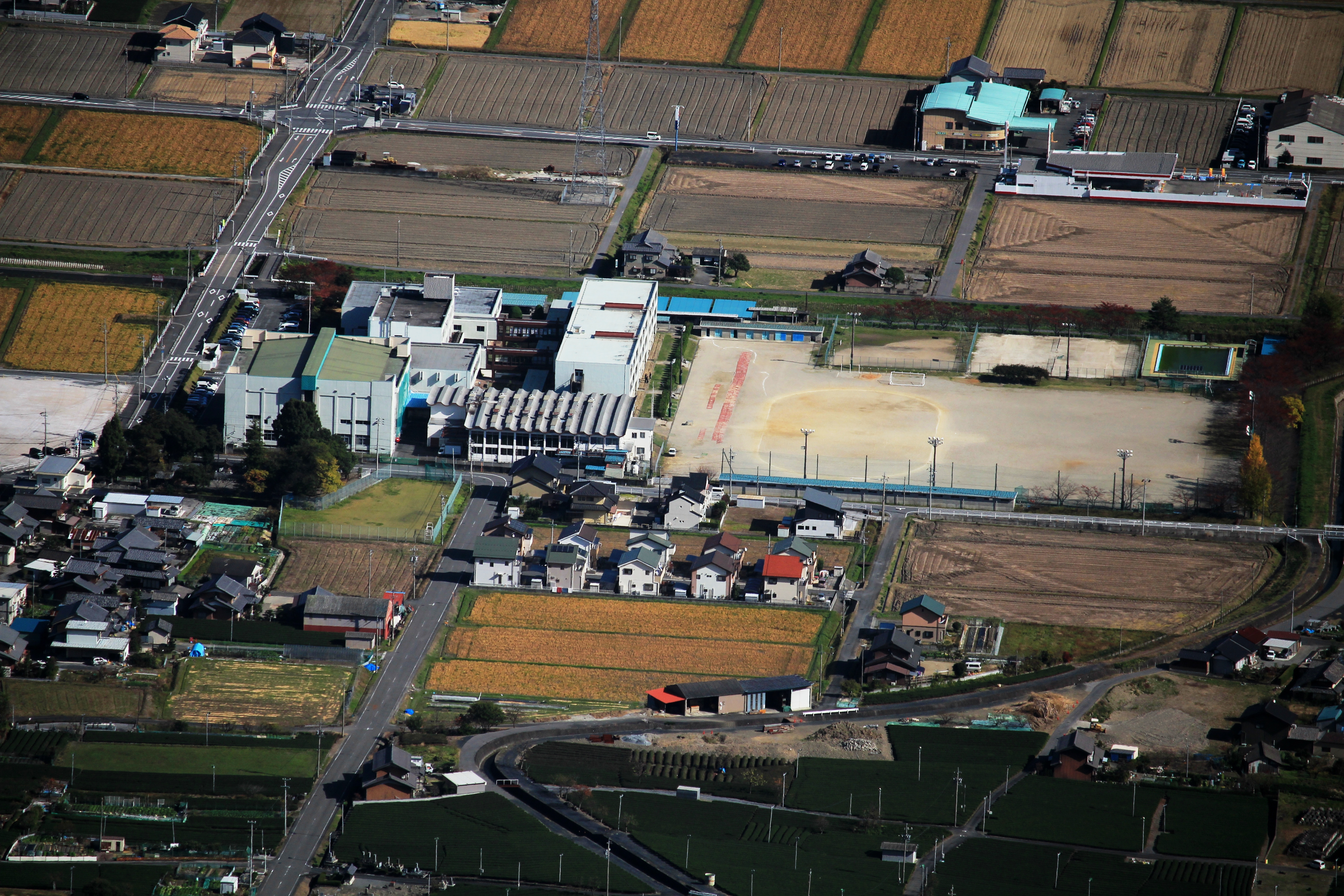
池田山から見下ろす池田中学校（2014年11月）

池田町立池田中学校（いけだちょうりつ いけだちゅうがっこう）は、岐阜県揖斐郡池田町草深にある公立中学校。2024年現在の生徒数は689人である。

## 沿革
- 1947年4月1日 - 揖斐郡の粕川以南の地域の本郷村、池田村、八幡村、宮地村、養基村で学校組合を結成。揖斐郡学校組合立揖南中学校として開校。温知小学校に本校を置き、八幡小学校に八幡分校、宮地小学校に宮地分校、養基小学校に養基分校を設置。
- 1948年（昭和23年）10月 - 揖斐高等学校南部分校（旧・南部青年学校校舎）の隣接地に新築移転。本校を温知小学校から移転。
- 1949年（昭和24年） - 八幡分校、宮地分校、養基分校を廃止する。
- 1950年（昭和25年）8月1日 - 本郷村と池田村が合併して温知村が発足。
- 1954年（昭和29年）5月1日 - 温知村が町制施行、改称。池田町が発足。
- 1955年（昭和30年）4月1日 - 池田町、八幡村、宮地村が合併し、改めて池田町が発足。同時に池田町養基村組合立揖南中学校に改称する。
- 1956年（昭和31年）9月30日 - 養基村が分割され、西部（粕河原・田中・沓井）は池田町に、東部（脛永）は揖斐川町に編入される。同時に池田町立揖南中学校に改称される。
- 1957年（昭和32年）4月 - 池田町立池田中学校に改称する。脛永地区が揖斐川中学校へ転入する。
- 1961年（昭和36年）7月 - 体育館が完成。
- 1965年（昭和40年） - 特別教室（鉄筋コンクリート造）が完成。
- 1978年（昭和53年） - 現在地に新校舎が完成し、移転。
- 2017年（平成29年） - ユネスコスクールに加盟 （同町内所在・岐阜県立池田高等学校と同時）

## クラブ活動

### 部活動地域移行後
- 池田ジュニア BC - 旧軟式野球部
- 池田ジュニア FC - 旧サッカー部
- 池田ジュニア 卓球クラブ - 旧卓球部
- 池田ジュニア STC - 旧ソフトテニス部
- 池田ジュニア 剣道クラブ - 旧剣道部
- 池田ジュニア 男子バスケットボールクラブ - 旧バスケットボール部(男子)
- 池田ジュニア 女子バスケットボールクラブ - 旧バスケットボール部(女子)
- 池田ジュニア T＆Fクラブ - 旧陸上部
- 池田ジュニア UNITE - 旧バレーボール部(男子)
- 池田ジュニア IKEDA Jr VBC - 旧バレーボール部(女子)
- 池田ジュニア バドミントンクラブ - 旧バドミントン部
- 池田ジュニア 美術・習字クラブ - 旧美術部と旧ペン習字部
- 池田ジュニア ウィンド・オーケストラ - 旧吹奏楽部

2024年8月から、旧柔道部は大野町の地域クラブに移籍・旧ソフトボール部は揖斐川町の地域クラブに移籍した。

### 部活動 (地域移行以前)

#### 運動部
- 軟式野球部 - 男女合同で活動
- ソフトボール部 - 女子のみで活動
- 陸上競技部 - 男女合同で活動
- バレーボール部 - 男女別で活動
- 卓球部 - 男女合同で活動
- サッカー部 - 男女合同で活動
- 剣道部 - 男女合同で活動
- 柔道部 - 男女合同で活動
- ソフトテニス部 - 男女別で活動
- バドミントン部 - 男女合同で活動
- バスケットボール部 - 男女別で活動
- (水泳部) - 水泳部は、2000年度で廃部された。
- (体操部)

#### 文化部
- 吹奏楽部
- ペン習字部
- 美術部
- (科学部) - 科学部は2018年に廃部された。

## 学区
池田中学校には、池田町中の5つの小学校校区（温知小学校・八幡小学校・池田小学校・宮地小学校・養基小学校）からの入学で、池田町内唯一の中学校なため、生徒数が大幅に多くなる。基本的には中学校からの距離で通学方法が異なる（徒歩・自転車）。

## 組織
生徒会を池田中学校生徒全員で組織している。
- 生徒会役員

　生徒会長
　副生徒会長
- 生徒議会

　議会議長
　副議会議長
　議会議員
- 報道局(旧:放送局)

　報道局長(旧:放送局長)
　報道局員(旧:放送局員)
- 専門部

　生活部
　環境部
　学習部
　文化部
　給食部
　保険部
　福祉部
- その他の組織

　学級委員
　班長
　教科係
　諸係
生徒会長、副生徒会長、議会議長、議会副議長、放送局長で執行部と呼ぶ。
生徒会執行部と各専門部部長で拡大執行部と呼ぶ。

## 最寄駅
- 養老鉄道養老線「北池野駅」より徒歩約20分

## 出身者
- 風船太郎（大道芸人）
- 石原詢子（歌手）[1]
- 堀島行真（フリースタイルスキー選手）
- 裂固（ラッパー）